# Daniel Rose
Daniel Rose (* 31. Juli 1772 in Colony of Connecticut; † 25. Oktober 1833)  war ein US-amerikanischer Politiker und 1822 kommissarischer Gouverneur des Bundesstaates Maine.

## Werdegang
Daniel Rose besuchte die Yale University, wo er 1871 graduierte. Er studierte dort Medizin und eröffnete dann eine Arztpraxis in Boothbay. Während des Britisch-Amerikanischen Krieges bekleidete er den Dienstgrad eines Captains im Ingenieurkorps der Armee. Nach dem Krieg entschloss er sich eine politische Laufbahn einzuschlagen. Er wurde 1820 in den Senat von Maine gewählt, einen Posten, den er vier Jahre lang bekleidete. Während dieser Zeit war er zwischen 1822 und 1824 als Senatspräsident tätig. Am 2. Januar 1822 trat Gouverneur Benjamin Ames von seinem Amt zurück und Rose, der damals schon Senatspräsident war, übernahm daraufhin dessen Amtsgeschäfte. Er hatte dieses Amt bis zum 5. Januar 1822 inne und nahm dann seinen Senatssitz wieder ein. Nach seiner Zeit im Senat wurde er der erste Gefängnisdirektor des Maine State Prison und bekleidete dieses Amt bis zu seinem Rücktritt 1828. Dann war er zwischen 1828 und 1831 in Maine als Grundstücksmakler tätig.